# I. e. 325
Évszázadok: i. e. 5. század – i. e. 4. század – i. e. 3. század
Évtizedek: i. e. 370-es évek – i. e. 360-as évek – i. e. 350-es évek – i. e. 340-es évek – i. e. 330-as évek – i. e. 320-as évek – i. e. 310-es évek – i. e. 300-as évek – i. e. 290-es évek – i. e. 280-as évek – i. e. 270-es évek
Évek: i. e. 330 – i. e. 329 – i. e. 328 – i. e. 327 –  i. e. 326 – i. e. 325 – i. e. 324 – i. e. 323 – i. e. 322 – i. e. 321 – i. e. 320

## Események

### Észak-Európa
- A masszaliai Pütheasz elindul tengeri utazására, amely során felfedezi a Brit-szigeteket, Északnyugat-Európa partvidékét és a Balti-tengert (egyes feltételezések szerint Izlandot is).

### Makedón Birodalom
- Nagy Sándor elhagyja Indiát, de előtte még Peithónt kinevezi az Indus-környéki régió kormányzójává. Nearkhoszt a flottával elküldi a Perzsa-öblön át Babilonba, maga pedig a hadsereggel együtt Beludzsisztánon át nyugat felé indul.
- A mai Multán környékén a helyi malli törzsek érzékeny veszteségeket okoznak seregének. Nagy Sándor ezután két részre osztja csapatait; az egyiket Krateroszra bízza, aki a dél-iráni Karmania régión át halad nyugatnak; a másikat ő vezeti a Gedrosziai-sivatagon át. Az év végére visszaérnek Perszepoliszba; a flotta nagyjából ekkorra ér Szúzába.
- Az európaiak (Nearkhosz, Nagy Sándor flottaparancsnoka) először írnak a cukornádról (az indiai nád "mézet terem, bár méhek nincsenek").

### Róma
- Lucius Furius Camillust és Decimus Iunius Brutus Scaevát választják consulnak. A szamniszok (akikkel Róma ekkor háborúban állt) támogatása miatt hadat üzennek a vestinusoknak. Brutus csatában legyőzi a vestinusokat és elfoglalja Cutinát és Cingiliát.
- Furius a szamnisz háborút kapta a sorshúzásnál, de betegsége miatt őt helyettesítő dictatort neveznek ki L. Papirius Cursor személyében. Míg a dictator a jósjelek tisztázására visszatér Rómába, helyettese, Q. Fabius Maximus Rullianus lovassági parancsnok felettese parancsát megszegve megtámadja a szamniszokat és nagy győzelmet arat felettük. Papirius ezért ki akarja végeztetni Fabiust, akinek védelmében majdnem zendülés tör ki a hadseregben. Fabius Rómába menekül, ahol a szenátus is a pártját fogja. A dictator hajthatatlan, végül a népgyűlés dönt a lovassági parancsnok életének megkíméléséről.[1]

### Szicília
- A gazdag szürakuszai Agathoklész megpróbálja átvenni a hatalmat a városban, de kudarcot vall és száműzik.

### Kína
- Csin állam uralkodója, Huj Ven-vang, követve a többi hadakozó fejedelemség urának példáját, felveszi a királyi címet.
- Csao állam élére Vu Ling kerül.

### Közép-Amerika
- Az olmékok végleg elhagyják La Ventát (hozzávetőleges időpont)

## Kultúra
- A görög szobrászat kései klasszikus korszakát felváltja a hellenisztikus korszak (hozzávetőleges időpont).

## Születések
- Kung Szun-lung, kínai filozófus
- Csao Hsziao-vang, Csin királya

## Fordítás
- Ez a szócikk részben vagy egészben  a(z)   325 BC című angol Wikipédia-szócikk ezen változatának fordításán alapul.  Az eredeti cikk szerkesztőit annak laptörténete sorolja fel. Ez a jelzés csupán a megfogalmazás eredetét és a szerzői jogokat jelzi, nem szolgál a cikkben szereplő információk forrásmegjelöléseként.